# التلم الصدغي العلوي
التلم الصدغي العلوي (STS) هو التلم الذي يفصل التلفيف الصدغي العلوي عن التلفيف الصدغي الأوسط في الفص الصدغي للدماغ. التلم (الجمع أتلام) هو أخدود عميق ينحني إلى الجزء الأكبر من الدماغ، والتلفيف (الجمع تلافيف) هو نتوء ينحني إلى الخارج (الوحشي) من المخ.
يقع التلم الصدغي العلوي تحت الشق الجانبي، وهو الشق الذي يفصل بين الفص الصدغي والفص الجداري والفص الجبهي. يحتوي التلم الصدغي العلوي على هيكل غير متماثل بين نصف الكرة الأيسر والأيمن، حيث يكون التلم الصدغي العلوي أطول في نصف الكرة الأيسر، ولكنه أعمق في نصف الكرة الأيمن. عثر على هذا التنظيم الهيكلي غير المتكافئ بين نصفي الكرة الأرضية فقط في التلم الصدغي العلوي للدماغ البشري.
لقد ثبت أن التلم الصدغي العلوي ينتج استجابات قوية عندما يدرك الأشخاص المنبهات في مجالات البحث التي تشمل النظر، والحركة البيولوجية، والوجوه، والأصوات، واللغة.

## معالجة اللغة

### معالجة اللغة المنطوقة
ينشط التلم الصدغي العلوي أيضًا عند سماع الأصوات البشرية. يُعتقد أنه مصدر للتشفير الحسي المرتبط بالإخراج الحركي من خلال المناطق الجدارية والزمنية العليا للدماغ التي تستنتج من الدورة الزمنية للتنشيط. يمكن استخلاص استنتاج الصلة بالمعالجة الصوتية من البيانات التي توضح أن مناطق التلم الصدغي العلوي تكون أكثر نشاطًا عندما يستمع الأشخاص إلى الأصوات المسموعة بدلًا من الأصوات غير المسموعة (جنائب الكلام) القائمة على البيئة وأصوات التحكم المقابلة، والتي يمكن خلطها أو تعديلها. تشير هذه النتائج التجريبية إلى مشاركة التلم الصدغي العلوي في مجالات التعرف على الكلام واللغة.
وجدت غالبية الدراسات أن الجزء الأوسط إلى الخلفي من التلم الصدغي العلوي الذي يشارك في المعالجة الصوتية، مع التنشيط الثنائي المشار إليه على الرغم من أنه يتضمن تحيزًا خفيفًا في نصف الكرة الأيسر بسبب التنشيط الملحوظ الأكبر. ومع ذلك، لم يستبعد دور التلم الصدغي العلوي الأمامي في المسار البطني لفهم الكلام وإنتاجه. يأتي الدليل على مشاركة الجزء الأوسط من التلم الصدغي العلوي في المعالجة الصوتية من دراسات قمع التكرار، والتي تستخدم الرنين المغناطيسي الوظيفي لتحديد مناطق الدماغ المسؤولة عن التحفيز المتخصص عن طريق تعويد الدماغ على التحفيز وتسجيل الاختلافات في استجابة التحفيز. أظهر النمط الناتج النتائج المتوقعة في الجزء الأوسط من التلم الصدغي العلوي.
وجدت الدراسات التي تستخدم تحليل الرنين المغناطيسي الوظيفي لقياس تنشيط التلم الصدغي الفائق أن الصوتيات والكلمات والجمل والإشارات الصوتية تؤدي جميعها إلى زيادة التنشيط عبر المحور الأمامي الخلفي في الفص الصدغي. هذا النمط من التنشيط، والذي يحدث غالبًا في النصف المخي الأيسر، يُطلق عليه اسم التيار البطني لإدراك الكلام. تشير العديد من الدراسات باستمرار إلى أن تنشيط التلم الصدغي العلوي يرتبط بتفسير الإشارات الصوتية. على الرغم من أن الأبحاث الحالية تشير إلى أن النصف المخي الأيسر من التلم الصدغي العلوي والتيار البطني الأيسر المرتبط به يلعبان دورًا في المعالجة الصوتية، فقد ربط النصف الأيمن من التلم الصدغي العلوي بإدراك الصوت وعروض الكلام.
وفقًا لنموذج المسار السمعي المقدم من هيكوك وبويبل، بعد التحليل الطيفي الزماني الذي أجرته القشرة السمعية، فإن التلم الصدغي العلوي مسؤول عن تفسير المدخلات الصوتية من خلال الشبكة الصوتية. يظهر هذا المعنى في تنشيط المنطقة في مهام إدراك الكلام ومعالجته، والتي تنطوي بالضرورة على الوصول إلى المعلومات الصوتية واستمرارها. من خلال معالجة تفاعلات البيانات الصوتية، التي تمثل من خلال توفير الكلمات ذات الكثافة العالية أو المنخفضة للجوار (الكلمات المرتبطة بالعديد أو القليل من الكلمات الأخرى)، يمكن رؤية تذبذب نشاط منطقة التلم الصدغي العلوي. يربط هذا التنشيط المتغير التلم الصدغي العلوي بالمسار الصوتي.

### معالجة لغة الإشارة
تظهر الأبحاث أن منطقة بروكا في الدماغ تنشط أثناء إنتاج لغة الإشارة ومعالجتها. على الرغم من وجود منطقة بروكا في الفص الأمامي، إلا أنها تتلقى إشارات من اللفافة الصدغية العلوية، بما في ذلك التلم الصدغي العلوي. المُشارون الأصليون هم الأشخاص الذين تعلموا ويستخدمون لغة الإشارة، مثل لغة الإشارة الأمريكية (ASL) التي يستخدمها البعض منذ الولادة، و/أو كلغة أولى غالبًا ما يتعلمون لغة الإشارة من والديهم ويستمرون في استخدامها طوال حياتهم. تنشط لغة الإشارة مناطق اللغة في الدماغ، بما في ذلك التلم الصدغي العلوي. كانت هناك دراسات تظهر تنشيط التلم الصدغي العلوي أثناء الصم والسمع يدرك الإشارات الأصلية لغة الإشارة، ما يشير إلى أن التلم الصدغي العلوي مرتبطة بجانب المعالجة اللغوية للغة الإشارة. تظهر الدراسات أيضًا أن هناك تنشيطًا أكبر للتلم الصدغي العلوي الأوسط في كل من الصم والسمع الذين حصلوا على ASL قبل أولئك الذين حصلوا عليها لاحقًا.

## المعالجة الاجتماعية
تكشف الدراسات عن قدرات معالجة اجتماعية متعددة. لقد وثق البحث التنشيط في التلم الصدغي العلوي نتيجة لخمسة مدخلات اجتماعية محددة، وبالتالي يُفترض أن التلم الصدغي العلوي مشارك في الإدراك الاجتماعي. وقد أظهر نشاطًا متزايدًا يتعلق بـ: نظرية العقل (قصص المعتقدات الخاطئة مقابل القصص المادية الزائفة) الأصوات مقابل الأصوات البيئية، والقصص مقابل الكلام اللامعقول، وتحريك الوجوه مقابل الأشياء المتحركة، والحركة البيولوجية. إنها تشارك في إدراك أين يحدق الآخرون (الاهتمام المشترك) وهي مهمة في تحديد المكان الذي توجه مشاعر الآخرين إليه.

### نظرية العقل
حددت دراسات التصوير العصبي التي تدرس نظرية العقل، والمعروفة باسم القدرة على عزو الحالات العقلية للآخرين، أن التلم الصدغي الخلفي العلوي للنصف المخي الأيمن متورط في معالجته. عثر على تفعيل هذه المنطقة في نظرية العقل على أفضل وجه من خلال التقييمات المستقلة من مجموعات أخرى من المشاركين، أو بشكل أكثر تحديدًا، إلى أي مدى جعلهم كل عنصر في الدراسة يأخذون في الاعتبار وجهة نظر بطل الرواية. تشير التقارير التي لوحظت في دراسات أخرى إلى عدد من التناقضات مع توطين نظرية معالجة العقل، مثل الأجزاء الوسطى والأمامية من التلم الصدغي العلوي اللذان يتمتعان بتنشيط متزايد استجابةً لمهام نظرية العقل. وبالتالي، هناك حاجة إلى مزيد من البحث للتوسع في الدور الوظيفي الدقيق للتلم الصدغي العلوي في إدراك نظرية العقل.

### تعرف (إدراك) الوجوه
حددت دراسة حديثة منطقة من التلم الصدغي الخلفي العلوي والتي تنشط بشكل تفضيلي في تفسير تعابير الوجه. وبالمثل، وجدت دراسة أخرى أن التحفيز المغناطيسي عبر الجمجمة يعطل الاستجابة العصبية للوجوه، ولكن ليس الاستجابة العصبية للأجسام أو الأشياء. تشير أنماط التنشيط الموجودة في هذه الدراسة إلى أن معلومات الوجه تعالج عن طريق إسقاطات في نصف الكرة الأيمن من التلم الصدغي الخلفي العلوي، من خلال التلم الصدغي الأمامي العلوي، وصولًا إلى اللوزة. أظهرت دراسة أخرى أن الاتصال الوظيفي لحالة الراحة بين التلم الصدغي الخلفي العلوي الأيمن، ومنطقة الوجه القذالي اليمنى، والقشرة البصرية المبكرة، والتلم الصدغي الثنائي العلوي كان مرتبطًا بشكل إيجابي بقدرة كل شخص على التعرف على تعبيرات الوجه.